# 増島徳
増島 徳（ますじま とく、1886年（明治19年）1月29日 - 1965年（昭和40年）6月21日）は、日本の医師、政治家。

## 経歴
奥富村（現・狭山市）出身。1909年、日本医学校（現日本医科大学）を卒業。1920年、飯能町(現・飯能市)に病院を創設した。戦後、飯能町議会議員に当選、公約の学校給食の実施を行った。1949年、細田栄蔵に替わり町長に就任したが、元加治分村問題を受け、1952年に辞任した。
1958年、飯能市長選に出馬したが、現職の町田右之亮に敗れた。1962年、飯能市長に無投票当選。公約の下水道と終末処理場の建設を行った。在職中の1965年6月21日に79歳で急死した。
菊作りと蘭の栽培でも知られる。